# كينجي تامورا
كينجي تامورا (بالكانا:たむら けんじ) هو سياسي ياباني، ولد في 19 مارس 1968 في اليابان. حزبياً، نشط في الحزب الديمقراطي الياباني. انتخب عضو مجلس النواب من اليابان.

## وصلات خارجية
- الموقع الرسمي